# Пезінок (округ)
Округ Пе́зінок (словац. okres Pezinok) — округ (словац. okres) (район) Братиславського краю в південно-західній частині Словаччини з адміністративним центром в місті Пезінок.
Площа становить 375,54 км², населення 57 164 (2007).

## Географія
На північному сході межує з Трнавським округом Трнавського краю, на півдні з Сенецьким округом, на південному заході із округами міста Братислави, на заході та північному заході із Малацьким округом. Розташовані Трнавські пагорби.

## Населення
| Рік:            | 1994.  | 2004.   | 2014.   | 2024.    |
| --------------- | ------ | ------- | ------- | -------- |
| Кількість осіб: | 53 171 | 55 390  | 60 445  | 70 063   |
| Різниця:        |        | +4,17 % | +9,12 % | +15,91 % |

| Рік:            | 2023.  | 2024.   |
| --------------- | ------ | ------- |
| Кількість осіб: | 69 953 | 70 063  |
| Різниця:        |        | +0,15 % |

### Статистичні дані (2001)

#### Національний склад
- Словаки 97,4 %
- Чехи 1,0 %

#### Конфесійний склад
- Католики 71,0 %
- Лютерани 9,3 %

## Адміністративний поділ
Округ Пезінок складається з 17 громад (населених пунктів):
- 3 міста: Пезінок, Модра, Святи Юр
- 14 сіл: Багонь, Будмериці, Часта, Доляни, Дубова, Яблонець, Лімбах, Піла, Словацький Гроб, Шенквице, Штефанова, Віничне, Виносади, Віштук